# ویلیام نیکلسون (شیمی‌دان)
ویلیام نیکلسون (انگلیسی: William Nicholson؛ ۱۳ دسامبر ۱۷۵۳ - ۲۱ مه ۱۸۱۵) شیمی‌دان در زمان خود نام‌دار انگلیسی، و نویسنده در فلسفه طبیعی و شیمی بود. او همچنین به عنوان یک مترجم، روزنامه‌نگار، ناشر، دانشمند، مخترع، عامل ثبت اختراع و مهندس عمران شناخته شده‌بود.

## آغاز زندگی
نیکلسون در یورکشایر به مدرسه رفت و پس از ترک آن، او در دو سفر دریایی به عنوان ناوآموز در کمپانی هند شرقی بریتانیا خدمت کرد. کشتی اول بنا به گزارش بوستون نامیده می‌شد و سفر دوم بر عرشهٔ کشتی گاتون بود.
پس از آن، با آشنایی با جوزایا وج‌وود سفال‌گر در سال ۱۷۷۵، او به آمستردام، جایی که او زندگی را برای چند سال به عنوان عامل فروش سفالِ ساخته‌شده گذراند نقل مکان کرد.
پس از بازگشت به انگلستان او در زمانی که توماس هال‌کرفت مترجم، شاعر و نویسنده را در برخی از نمایشنامه‌ها و رمان‌هایش یاری می‌داد توسط او ترغیب شد که توانایی‌هاو استعدادهای نوشتنی خود را به سوی تألیف نوشتنی‌های کمتر عمیق در چندگاهه‌ها معطوف کند. در همین حال، او مقداری از وقت خود را به آماده‌سازی مقدمه‌ای بر فلسفهٔ طبیعی، که در سال ۱۷۸۱ منتشر شد و از همان آغاز مورد استقبال قرار گرفت اختصاص داد. این، ترجمه‌ای از «عناصر» ولتر؛ «مقدمه‌ای بر فلسفهٔ طبیعی از فلسفه نیوتنی» را در پی داشت، و او از آن پس به‌طور کامل وقت خود را به حرفه‌های علمی و روزنامه‌نگاری فلسفی اختصاص داد.

## کارهای علمی
در ۱۲ دسامبر سال ۱۷۸۳، نیکلسون به عضویت «انجمن فلسفی فصل قهوه‌خانه» پذیرفته شد. عضویت او توسط ژان هیاسینت ماژلان پیشنهاد و توسط جان وایت‌هرست هورولوژیست (ساعت‌ساز؛ سازندهٔ ابزار علمی) تأیید شد.
در سال ۱۷۸۹ انجمن سلطنتی نیکلسون در سال ۱۷۸۹ دو مقاله در مورد موضوعات الکتریکی را به انجمن سلطنتی داد. در همان سال او به بررسی اختلاف در بارهٔ مقالهٔ ریچارد کِروِن در مورد نظریه فلوژیستون به وجود آمده بود پرداخت، و نظریه‌های مخالف دانشگاهیان فرانسه (لاوازیه، گاسپار مونژ، برتوله، و لویی برنارد گیتون د موروو) را ترجمه و تفسیر و به عنوان یک تفسیر کناری در مقالهٔ فلوژیستون منتشر کرد، که به یادداشت اصلی ضمیمه شدند.
در سال ۱۷۹۷ نیکلسون شروع به انتشار و نیز نوشتن در مجلهٔ «فلسفه طبیعی، شیمی و هنر» کرد، که عموماً به نام مجلهٔ نیکلسون شناخته شده، و نخستین کار علمی ماهانه در نوع خود در برتانیای کبیر بود- انتشار آن تا سال ۱۸۱۴ ادامه داشت. این مجله اولین توصیف‌های جامع از آیرودینامیک همراه با «در ناوبری هوایی» جرج کایلی، که برادران رایت را صد سال بعد الهام بخشید. a hundred years later.

## سال‌های بعدی زندگی
در طول سال‌های بعدی زندگی، توجه نیکلسون عمدتاً به مهندسی پروژه‌های تأمین آب در پورتسموث، گاسپورت و در همرسمیت متوجه شده‌بود. ویلیام نیکلسون در سن ۶۱ سالگی در ۲۱ مه ۱۸۱۵ در بلومزبری لندن درگذشت.